# Алгоритм нахождения корня n-ной степени
Арифметическим корнем {\displaystyle n}-ной степени {\displaystyle {\sqrt[{n}]{A}}} положительного действительного числа {\displaystyle A} называется положительное действительное решение уравнения {\displaystyle x^{n}=A} (для целого {\displaystyle n} существует {\displaystyle n} комплексных решений данного уравнения, если {\displaystyle A>0}, но только одно является положительным действительным).
Существует быстросходящийся алгоритм нахождения корня {\displaystyle n}-ной степени:
1. Сделать начальное предположение {\displaystyle x_{0}};
2. Задать {\displaystyle x_{k+1}={\frac {1}{n}}\left({(n-1)x_{k}+{\frac {A}{x_{k}^{n-1}}}}\right)};
3. Повторять шаг 2, пока не будет достигнута необходимая точность.

Частным случаем является итерационная формула Герона для нахождения квадратного корня, которая получается подстановкой {\displaystyle n=2} в шаг 2: {\displaystyle x_{k+1}=(x_{k}+A/x_{k})/2}.
Существует несколько выводов данного алгоритма. Одно из них рассматривает алгоритм как частный случай метода Ньютона (также известного как метод касательных) для нахождения нулей функции {\displaystyle f(x)} с заданием начального предположения. Хотя метод Ньютона является итерационным, он сходится очень быстро. Метод имеет квадратичную скорость сходимости — это означает, что число верных разрядов в ответе удваивается с каждой итерацией (то есть увеличение точности нахождения ответа с 1 до 64 разрядов требует всего лишь 6 итераций, но не стоит забывать о машинной точности). По этой причине данный алгоритм используют в компьютерах как очень быстрый метод нахождения квадратных корней.
Для больших значений {\displaystyle n} данный алгоритм становится менее эффективным, так как требуется вычисление {\displaystyle x_{k}^{n-1}} на каждом шаге, которое, тем не менее, может быть выполнено с помощью алгоритма быстрого возведения в степень.

## Вывод из метода Ньютона
Метод Ньютона — это метод нахождения нулей функции {\displaystyle f(x)}. Общая итерационная схема:
1. Сделать начальное предположение {\displaystyle x_{0};}
2. Задать {\displaystyle x_{k+1}=x_{k}-{\frac {f(x_{k})}{f'(x_{k})}}};
3. Повторять шаг 2, пока не будет достигнута необходимая точность.

Задача нахождения корня {\displaystyle n}-ой степени может быть рассмотрена как нахождение нуля функции {\displaystyle f(x)=x^{n}-A}, производная которой равна {\displaystyle f'(x)=nx^{n-1}}.
Тогда второй шаг метода Ньютона примет вид
{\displaystyle {\begin{aligned}x_{k+1}&=x_{k}-{\frac {f(x_{k})}{f'(x_{k})}}\\&=x_{k}-{\frac {x_{k}^{n}-A}{nx_{k}^{n-1}}}\\&=x_{k}+{\frac {1}{n}}\left[{\frac {A}{x_{k}^{n-1}}}-x_{k}\right]\\&={\frac {1}{n}}\left[{(n-1)x_{k}+{\frac {A}{x_{k}^{n-1}}}}\right].\end{aligned}}}